# Linha 2 (Metro do Cairo)

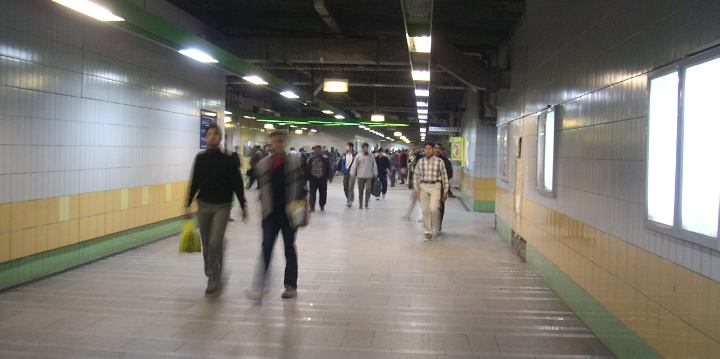
Estação metroviária de Ataba
2002

A linha 2 é uma das duas linhas em operação do metro do Cairo, no Egito. Foi inaugurada em 1996 e vai desde a estação de Shobra até à de El Mounib. Tem um total de 20 estações.

## Estações
- El Mounib المنيب
- Sakiat Mekki ساقية مكي
- Giza Suburbs ضواحي الجيزة
- Giza Railway محطة الجيزة
- Faisal فيصل

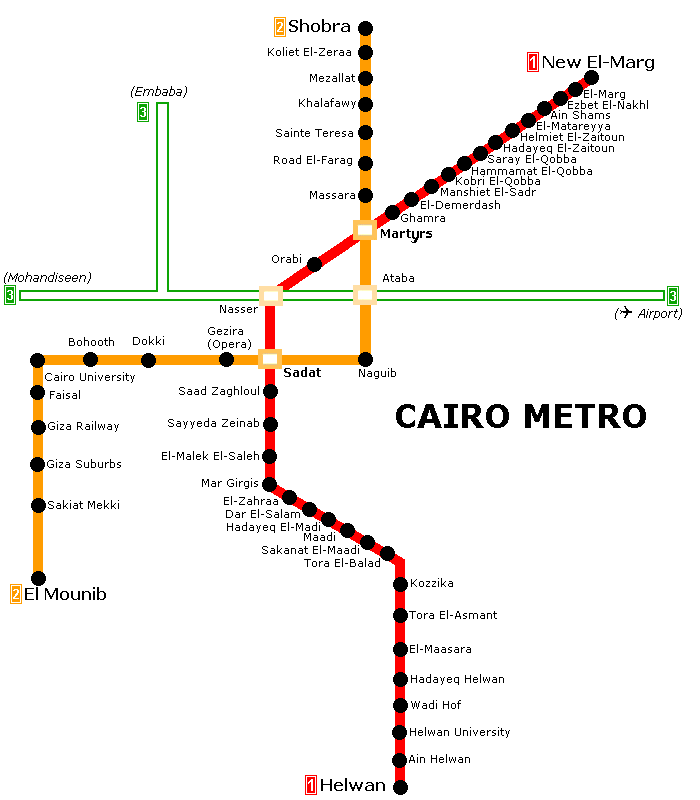
Cairo Metro

- Universidade do Cairo جامعة القاهرة, ponto de interesse: Universidade do Cairo
- Bohooth البحوث
- Dokki الدقي
- Gezira (Opera) الأوبرا
- Sadat, (Anwar El Sadat) السادات, ponto de interesse: Museu Egípcio
  - interligação com a Linha 1
- Naguib محمد نجيب
- Attaba العتبة
  - interligação com a Linha 3
- Mubarak, (Hosni Mubarak) مبارك
  - interligação com a Linha 1, trens, e principais rotas do sistema ferroviário.
- Massara حي شبرا
- Road El-Farag روض الفرج
- Sainte Teresa سانتا تريزا
- Khalafawy الخلفاوي
- Mezallat المظلات
- Koliet El-Zeraa كلية الزراعة
- Shobra El Kheima شبرا

Estações subterrâneas estão grifadas em negrito, estações e interligações planejadas estão em itálico.